# Dolichoderus balticus
Dolichoderus balticus es una especie extinta de hormiga del género Dolichoderus, subfamilia Dolichoderinae. Fue descrita científicamente por Mayr en 1868.
Habitó en Europa, en Francia, Polonia y Rusia.